# Challenger Hamburg 2022
Der Challenger Hamburg 2022 war ein Tennisturnier der ITF Women’s World Tennis Tour 2022 für Damen und ein Tennisturnier der ATP Challenger Tour 2022 für Herren in Hamburg und fand zeitgleich vom 17. bis 23. Oktober 2022 statt.